# So Weird
So Weird (Fenómenos extraños en España, Qué raro en Latinoamérica) es un programa de ciencia ficción de Disney Channel filmado en Vancouver, Canadá. La trama gira en torno a Fiona Phillips (Cara DeLizia), una adolescente que investiga los fenómenos paranormales. En la 3.ª temporada, el rol de Cara DeLizia fue reemplazado por el rol de Alexz Johnson, como Annie Thelen, una prima de Fiona que va a vivir con su tía Molly (Mackenzie Phillips), la madre de Fiona. La serie tiene 65 capítulos, y a diferencia de otras series de Disney, esta se caracterizó por ser educativa y no de comedia. La serie se emitió originalmente entre enero de 1999 y septiembre de 2001.
La serie se comparó con la serie de Fox TV The X-Files, ya que tomó un tono más oscuro que cualquier otro programa de Disney Channel en ese momento.

## Producción
So Weird resultó ser muy popular en países como Chile y Canadá. Incluso, pasó por la señal hermana de Disney, Jetix. El primer capítulo se transmitió el 18 de enero de 1999 y el último salió al aire el 28 de septiembre del 2001. Antiguamente era la bandera del canal, reemplazada por series como Even Stevens y Lizzie McGuire.

## Trama
Fiona Phillips, una adolescente de 14 años, investiga los fenómenos paranormales, y tiene una página de internet propia acerca de esos fenómenos. Tiene un hermano llamado Jack, que siempre le molesta, pero la quiere mucho. Su padre murió a sus 3 años, y su madre, Molly Phillips, es una cantante importante. En la 3ª temporada, Fiona decide ir al colegio y tener una vida normal. Y Annie Thelen, la hija de una amiga de Molly, va a vivir con  ella y su familia. Mientras Molly está de gira, Fi viaja en un bus especial de la gira de su madre cantante, con  Irene (amiga y mánager de Molly) y Ned (conductor del bus de gira e instructor de Fi y Jack), y sus hijos Clu (1.ª y 2.ª temporada) y Carey (3.ª temporada), ambos amigos de Fi y de Jack.

### Temporada 1
La temporada comenzó con Fiona Phillips, quien acompaña a su madre famosa roquera Molly, en su gira. También van su hermano Jack, un escéptico, el conductor del autobús Ned, su esposa Irene y su hijo Clu. Enlazando todos los encuentros paranormales de Fi fue su búsqueda para comunicarse con su padre, que murió cuando tenía tres años. Fi primero "encontró" a su padre en el segundo episodio titulado "Visión web", donde una fuerza desconocida le envió sus artículos por Internet advirtiéndola sobre el futuro. Desde invasiones alienígenas, distorsiones del tiempo y fantasmas, Fi enfrentó 13 episodios de actividad paranormal. También se encontró: una poderosa tulpa, un Bigfoot, ángeles y, más significativamente, la Voluntad del Wisp. El final de la temporada contó con Jack siendo poseído por una hiperactiva voluntad escocesa de Wisp, también conocida como Spunkie. Spunkie le dijo a Fi que podía salvar a su hermano de su control al pronunciar su único nombre verdadero, que solo tenía siete letras. Fi encontró el verdadero nombre del espíritu, Bricriu, y por lo tanto, salvó a su hermano. Bricriu había ofrecido proteger a Fi de los espíritus malignos que habían luchado contra su padre y también se había ofrecido a darle el contacto con su difunto padre a cambio de poder poseer a su hermano. Ella pensó que estaba mintiendo, por lo tanto, rechazó su oferta. Él reaparece en episodios posteriores para mantenerla alejada de otros espíritus y las personas que dicen que son una amenaza para ella, dependiendo de cómo lo lea, esto puede ser visto como evidencia de que estaba diciendo la verdad, pero esto es cuestionable en el mejor de los casos, especialmente desde en un episodio intentó evitar que hablara con una persona que conocía a su padre y quería darle información.

### Temporada 2
La segunda temporada fue incluso más oscura que la primera, y duró más de veintiséis episodios. El estreno se inició cuando Molly se tomó un tiempo libre para grabar un álbum. Fi y su amiga Candy conocen a un médium que ha demostrado ser un fraude. Sin embargo, quien descubre el falso es en realidad un médium que ayuda a Fi a contactar a su padre a través de la música de su vieja guitarra.
El personaje de Clu se redujo durante la temporada, ya que se fue a la universidad, y su hermano Carey fue presentado para llenar el vacío. Muchas criaturas legendarias surgieron en la temporada, incluidos vampiros, hombres lobo, banshees, trolls, sirenas y merfolk. En un episodio fundamental, Fi se enteró de que su padre había investigado los mismos tipos de eventos sobrenaturales que Fi. De hecho, esto fue exactamente lo que llevó a su muerte. Al enterarse de esto, Fi se enoja por el engaño de su madre al encubrir la verdad sobre su padre. Molly finalmente fue poseída por Bricriu, el mismo Will of the Wisp que Jack en la primera temporada. Fi descubrió que Will o 'the Wisps u otros poderes oscuros, aunque no necesariamente el propio Bricriu, pudieron haber matado a su padre, lo que provocó el accidente que la policía había asumido que le quitó la vida. En este episodio, Bricriu trató de matar a un exbombero que había estado presente en el accidente automovilístico de Rick y sabía que el padre de Fi había muerto, sin causa aparente, antes de que el auto se estrellara. Después de este episodio, Fi tuvo un mayor contacto con su padre, ya que la respuesta a la pregunta de un troll - Faith - se reveló en su computador y una plétora de teléfonos celulares. Fi brevemente viajó a su tercer año, cuando su padre todavía estaba vivo, en el episodio 13.
La temporada terminó cuando Fi descubrió que la hermana gemela de su padre recibió mensajes codificados de él mientras dormía. Los mensajes llevaron a Fi a un tejado donde fue atacada por un demonio de tres cabezas y salvada por el fantasma de su padre. Él la dejó con un mensaje de que el mundo de los espíritus estaba enojado con ella e intentaría detener su investigación sobre lo paranormal. Por fin, Fi se despidió de su padre como lo había estado buscando. Muchos fanáticos de DeLizia consideran que es un final adecuado, si no del todo satisfactorio.

### Temporada 3
Después de sesgar algo oscuro e intrincado en su segunda temporada, el espectáculo fue forzado a un tono menos tenebroso para su último lote de episodios. Cara DeLizia se fue después del primer episodio, que presentó a la amiga de la familia Annie Thelen. Fi tuvo otro encuentro con Bricriu. En este episodio, su familia se convierte en plantas y animales y Fi tiene que ir a Bricriu en busca de ayuda para salvarlos. Él lo hace y luego la convence de que deje de investigar lo oculto para salvar a su familia, a quien el mundo de los espíritus amenazaba debido a su enojo por las intrusiones de Fi. Fi, que aún no confiaba en Bricriu, aunque afirmaba que estaba tratando de ayudar, lo atrapó en un disquete. La atracción por lo oculto, que se manifestó en el anillo que su padre le regaló, se transmitió a Annie cuando Fi se fue a vivir con su tía. Molly se mudó   con su familia a una casa nuevade colores brillantes.
El arco narrativo de Annie era el misterio detrás de un guía espiritual que la seguía en forma de pantera. Su personaje también era musicalmente talentoso, y los episodios presentaron más de su canto que el del Mackenzie Phillips más viejo. Las historias de la temporada estaban muy lejos de los episodios anteriores, reproduciendo tramas como ser absorbido por una pintura (que siguió directamente a un episodio de personas atrapadas en fotografías), una piedra de la Torre de Babel que causa xenoglossy, propietario de un estudio de grabación que mina el talento musical de los músicos que alquilan su estudio y le da el talento a su hija (que no quiere robar los talentos de otros para ser famosa), un chico solitario que usa el poder del magnetismo para ser popular, y un castigo en un salón de clases que atrapa a las personas en el tiempo. Cara DeLizia nunca reapareció en la temporada, sin embargo Fi todavía prevalecía en muchos episodios por correo electrónico. Ella hizo una aparición breve en el episodio "Tierra 101" por una doble, y en el episodio final, aunque en la final fue solo un clip de repetición del primer episodio de la temporada. El misterio de la pantera quedó resuelto: cuando Annie tenía tres años y vivía en el Amazonas, salvó a un miembro joven de la tribu que estaba en riesgo para su propia vida. Su tribu, a su vez, la salvó y su padre adoptó la forma de la pantera para protegerla siempre como agradecimiento por su acto desinteresado.

### Tramas no filmadas
Los productores ejecutivos Jon Cooksey y Ali Matheson habían planificado que la 3.ª temporada fuera más diversa y oscura. La 2.ª terminó con que el padre de Fi, Rick, es lanzado de la azotea, sólo teniendo un adiós doloroso con su hija. Se planificó que en la 3.ª temporada, el Bricriu hiciera una reaparición, y este posee a Fi, quien más tarde sería salvada por el hermano sacerdote de Molly. Fiona seguiría investigando los fenómenos paranormales, pero el encuentro con Rick en la azotea la habría hecho pensar en ser más cautelosa; la ascendencia de brujería de los Phillips sería descubierta, los alienígenas de las dos temporadas pasadas formarían un círculo completo; se revelaba que Jack había sido un caballero en sus vidas pasadas; más allá de la vida como caballero (referido sutil a adentro más allá de episodios); el pasado alcohólico de Molly (sujeto a su canción En La Oscuridad), se trataría, y la historia de Rick continuaría en el episodio final de la serie, en el que Fi entra al infierno a rescatar a su padre. Sin embargo, Disney no permitiría que los temas oscuros fueran incluidos en la serie. Ellos, en cambio optaron por un tono más ligero para la 3ª temporada. Esto prodijo que los productores Jon Cooksey y Ali Matheson abandonaran el puesto en producción. Por otra parte, la mayor cantidad de los episodios previstos se debieron cambiar ya que Cara DeLizia abandonó la serie por tener otros proyectos. Además, la otra incidencia fue que Disney rechazó todas las propuestas para el episodio sin filmar, Chrysalis. Una de las tramas propuestas era donde Carey ofrecía ayuda a un amigo, víctima del alcoholismo. Este episodio también se propuso para hablar del pasado de Molly. En lugar de este, se filmó el episodio Avatar.

## Personajes
Fiona Phillips: En casi todos los episodios, Fi configura un sitio web llamado So Weird. En este sitio web, publica sus experiencias extrañas y encuentra una comunidad que comparte su creencia en lo paranormal. Fi tiene un vasto conocimiento de todo lo paranormal y un ojo para los detalles. En "Strangeling" y "Banshee", se insinúa que ella es parte bruja por parte de su abuela. En "OOPA", se muestra que tiene una conexión psíquica con un antiguo dispositivo informático de Atlantis. Fi perdió a su padre en un accidente automovilístico cuando tenía tres años. En "Strange Geometry", Fi aprende que su padre estaba obsesionado con las mismas cosas raras que investiga. El "Will-o'-the-wisp" conocido como Bricriu dice que esto puede haber llevado a su muerte en "Destiny". La muerte del padre de Fi y sus circunstancias cada vez más misteriosas actúan como un arco de doble temporada en las temporadas 1 y 2. Se fue al comienzo de la temporada 3 para vivir con su tía y tratar de tener una "vida normal".
Jack Phillips: Aunque es el hermano mayor de Fi, Jack no cree en la actividad paranormal y es el escéptico más firme de la serie. Jack es muy protector de Fi, así como de Molly como se ve en "Fathom". Una vez abrió el programa en el episodio "Avatar" en lugar de Fi, y abrió el episodio "Dead Ringer" en lugar de Annie. Bricriu lo poseyó en "Will of the Wisp" para supuestamente "proteger" a Fi de otros en el mundo de los espíritus, a otros a quienes no les gustaron sus investigaciones sobre lo paranormal. Se encuentra con su novia Gabe en "Angels", a quien mantiene en contacto con larga distancia y fue a visitarlo en "Fall".
Molly Phillips: La madre de Fi y Jack, viuda de Rick Phillips, y cantautora. Ella abrió una vez en "Encore" en lugar de Fi. Molly tuvo una relación bastante inestable con su padre, aparentemente comenzando cuando era una adolescente rebelde. Ella escribió una canción sobre él llamada "The Rock" en "Banshee" para hacer las paces con él. Ella mantuvo el conocimiento de que Rick también investigó el secreto de actividades paranormales de Fi, diciendo que "se obsesionó con eso". Ella no comparte la fuerte creencia de Fi en lo paranormal, pero sí apoya a su hija. Bricriu la poseyó en "Destiny" para evitar que Fi descubriera la verdad sobre el accidente de su padre y supuestamente también para proteger a su madre del mundo de los espíritus. Pero la parte sobre la protección de Fi es cuestionable ya que llega a atrapar a un mecánico pirofobia (que sacó a Rick del automóvil el día de su muerte) y Fi en un edificio en llamas.
Annie Thelen: Amiga de la familia de los Phillips. Ella se muda con los Phillips después de que Fi se va a casa de su tía para tratar de tener una "vida normal". Fi le da a Annie un anillo que anteriormente pertenecía a su padre que sirve como puerta de entrada para la aventura de Annie en el mundo paranormal. Siempre hay una misteriosa pantera negra justo cuando sucede algo "extraño", que luego descubre que es su guía espiritual.
Clu Bell: El hermano menor de Carey, Ned e hijo de Irene, Clu acepta más las teorías paranormales de Fi. Ella a menudo lo lleva cuando investiga. Ingresó en la universidad en "Motín". Tiende a tener una actitud bastante tonta y relajada, muy similar a su hermano Carey, pero más aún. Aun así, puede ser bastante responsable, como cuando ayudó a Jack a estudiar su licencia de conducir en "Rebecca".
Carey Bell: Hermano mayor de Clu e hijo de Irene y Ned. Carey como su hermano y Jack gusta por las conquistas a chicas que conocen en las dos jiras que da Molly, Carey a diferencia de su hermano siempre apoyo a Fiona y en ocasiones fue tan temerario como ella misma. Al igual que Jack tiene una relación de Hermano mayor con Annie.
Ned Bell: Conduce el autobús de la gira de Molly; fue poseído por un capitán de barco claustrofóbico en "Motín". Se fue a casa a visitar a su amigo de la infancia, Sam, que estaba siendo perseguido por una visión de su amigo Pete, que había muerto en una mala caída sobre las rocas del río. Era el maestro de la escuela local de Fi, Clu y Jack mientras estaba en la carretera. En "Troll", menciona que tiene antepasados vikingos.
Irene Bell: La mánager de la banda de Molly. Ella tiene una hermana menor con la que nunca se llevaba bien después de lavar su "conejito raído" y convertirlo en un "conejito suave y limpio", un cuñado llamado Kevin y un joven sobrino llamado Danny, que sacó a Clu , Fi y Jack en sus sueños porque quería ayuda para lidiar con "el monstruo" (resultó que estaba teniendo pesadillas debido a la constante lucha de sus padres, algo que decidieron intentar arreglar por el bien de Danny) en "Nightmare".

### Cambios de reparto y apariciones especiales
- Erik Von Detten no estuvo disponible durante la segunda temporada del espectáculo. Mientras que él fue utilizado en dos proyectos de red, la comedia Odd Man Out y la serie de fantasía Dinotopia (ambas emitidas en ABC), von Detten regresó en la tercera temporada en varios lugares invitados. Eric Lively mientras tanto lo reemplazó.
- A pesar de muchos rumores, los productores confirman que Cara DeLizia se fue después de la segunda temporada para buscar otros proyectos antes de que Disney decidiera renovar el espectáculo. La partida de DeLizia fue la primera vez que un actor principal de la serie original de Disney Channel se marchó durante su carrera (la única otra serie donde esto ocurrió es Sunny, entre estrellas, cuya actriz principal, Demi Lovato, se fue por problemas de salud). En el episodio de la tercera temporada "Earth 101", la aparición de Fi se realizó a través de grabaciones vocales pasadas y un sustituto parecido. DeLizia no tuvo parte en el episodio.
- En el primer episodio, Irene Bell fue interpretada por Teryl Rothery.
- Los Moffatts hicieron una aparición especial en el episodio "Destiny". La banda SHeDAISY hizo una aparición especial en el episodio "Escuchar"
- Mackenzie Phillips no aparece en dos episodios de la serie.
- Bo Diddley apareció en el episodio "Blues" como Frank.

## Reparto
- Cara DeLizia, como Fiona Phillips (temporadas 1-2).
- Alexz Johnson, como Annie Thelen (temporada 3).
- Patrick Levis, como Jack Phillips.
- Erik Von Detten, como Clu Bell (temporadas 1-2).
- Eric Lively, como Carey Bell (temporadas 2-3)
- Mackenzie Phillips, como Molly Phillips.
- Belinda Metz, como Irene Bell.
- Dave Ward, como Ned Bell.

## Episodios
| Temporada | Temporada | Episodios | Episodios | Emisión original     | Emisión original         |
| Temporada | Temporada | Episodios | Episodios | Primera emisión      | Última emisión           |
| --------- | --------- | --------- | --------- | -------------------- | ------------------------ |
|           | 1         | 13        | 13        | 18 de enero de 1999  | 26 de abril de 1999      |
|           | 2         | 26        | 26        | 27 de agosto de 1999 | 19 de agosto de 2000     |
|           | 3         | 26        | 26        | 28 de agosto de 2000 | 28 de septiembre de 2001 |

## Música deSo Weird
La serie presentó canciones originales cantadas por Mackenzie Phillips y Alexz Johnson. Las canciones cantadas por Mackenzie Phillips incluyeron el tema "In the Darkness", "Another World", "Rebecca", "The Rock" y "Love is Broken". Cada una de las canciones generalmente se relacionaba con el tema del episodio en el que aparecían. Por ejemplo, "Rebecca" apareció en el episodio "Rebecca" que trata sobre la antigua mejor amiga de Molly del mismo nombre que desapareció cuando tenía 13 años. . Una compilación de canciones de Molly apareció en el episodio "Encore".
Durante las temporadas uno y dos, se emitió un video musical que comienza con una escena de conversación entre Jack y Clu y luego Molly les pide a ellos y a Fi que se vayan a  dormir mientras se portan joviales y felices. Presentó más de 62 clips de las temporadas uno y dos. Fue la canción "In the Darkness". Comienza con Jack y Clu jugando, Clu aullando y alguien rasgueando una guitarra. Molly viene a ellos en la casa rodante y les dice que es hora de su segundo espectáculo y que eso significa a dormir. Fi cierra su computador y dice buenas noches. Ella se ve triste. Jack abraza a Molly buenas noches. Clu le dice a Molly "golpee a los muertos" o algo así, o rompe una pierna, Molly se burla de su voz y dice, "Gracias Clu" y le estrecha la mano. Se van. Ella sale de la casa rodante y comienza a cantar en un extraño conjunto .
"Last Night Blues" fue la única ocasión en que Cara DeLizia tuvo que cantar durante su paso por el programa. La canción fue transferida sobrenaturalmente a los personajes de un músico de blues asesinado.
La temporada 3 utilizó principalmente la música de Alexz Johnson. Una de las canciones originales de Johnson, "Dream About You", apareció en el episodio "Carnival". Un video musical de Alexz Johnson, "Shadows", también se presentó cerca del final de la serie del programa en Disney Channel.
La siguiente es una lista incompleta de música de So Weird. Con la excepción de "Lorena" y apariciones de invitados musicales ocasionales, toda la música era original, creada especialmente para la serie.

### Introducida en la temporada 1
- "En la oscuridad"

```
    Música de Annmarie Montade
```

```
    Letra de Jon Cooksey
```

```
    Cantada por Mackenzie Phillips
```

- "Más como un río"

```
    Música de Brent Belke
```

```
    Letra de Jon Cooksey
```

```
    Cantada por Mackenzie Phillips
```

- "Rebecca"

```
    Música de Annmarie Montade
```

```
    Letra de Jon Cooksey
```

```
    Cantada por Mackenzie Phillips
```

- "Ella vende"

```
    Música de Annmarie Montade
```

```
    Letra de Jon Cooksey
```

```
    Cantada por Mackenzie Phillips
```

### Introducida en la temporada 2
- "Origami"

```
    Cantada por Mackenzie Phillips
```

- "Nueva matemática"

```
    Cantada por Mackenzie Phillips
```

- "La roca"

```
    Cantada por Mackenzie Phillips
```

- "El amor está roto"

```
    Cantada por Mackenzie Phillips
```

- "Last Night Blues"

```
    Cantada por Mackenzie Phillips y Cara DeLiza
```

- "Otro mundo"

```
    Cantada por la ficticia Phillips Kane Band, y por Mackenzie Phillips. Versión alternativa cantada por David Steele
```

Introducida en la temporada 3
- "Uno en un millón de mundo"

```
    Cantada por Mackenzie Phillips y Alexz Johnson
```

- "Para soñar contigo"

```
    Cantada por Alexz Johnson
```

- "Nunca te rindas"

```
    Cantada por Alexz Johnson
```

- "Lo que haces (vudú)"

```
    Cantada por Mackenzie Phillips
```

- "Pensando en el mañana"

```
    Cantada por Mackenzie Phillips
```

- "Una historia diferente"

```
    Cantada por Mackenzie Phillips
```

- "Empujame, tira de ti"

```
    Cantada por Alexz Johnson
```

- "Porque me estás vigilando (sombras)"

```
    Cantada por Alexz Johnson
```

- "Mientras yo miro"

```
    Cantada por Mackenzie Phillips
```

### Otras canciones
- "Lorena" (fragmento de la canción popular)

```
    Cantada por Mackenzie Phillips
```

- "Star-Dot-Star" (jingle ficticio)

```
    Cantado por elenco (y por gremlins)
```

- "La canción de cuna de Jack"

```
    Cantado por Patrick Levis
```

- "Preguntas"

```
    Cantada por 
Jewel Staite
```

- "Pequeños adioses"

```
    Cantado por SheDaisy
```

- "Miseria"

```
    Cantado por The Moffatts
```

## Emisión
Después de 65 episodios, Disney dejó de producir. Después de que terminó el show, las repeticiones de la serie fueron empujadas más y más atrás en el calendario. En 2003, So Weird fue eliminado del calendario de Disney Channel por completo, y no se ha emitido desde entonces.